# 15e étape du Tour d'Espagne 2010
La 15e étape du Tour d'Espagne 2010 s'est déroulée le 12 septembre 2010 entre Solares et Lagos de Covadonga sur 170 km.
L'Espagnol Carlos Barredo (Quick Step) remporte l'étape en solitaire après avoir lâché ses compagnons d'échappées. Il est cependant disqualifié de cette course en 2012. L'Italien Vincenzo Nibali (Liquigas-Doimo) conserve le maillot rouge de leader.

## Classement de l'étape
|     | Coureur           | Pays      | Équipe             |    | Temps           |
| --- | ----------------- | --------- | ------------------ | -- | --------------- |
| DSQ | Carlos Barredo    | Espagne   | Quick Step         | en | 4 h 33 min 09 s |
| 2   | Nico Sijmens      | Belgique  | Cofidis            | +  | 1 min 07 s      |
| 3   | Martin Velits     | Slovaquie | HTC-Columbia       |    | 1 min 43 s      |
| 4   | Greg Van Avermaet | Belgique  | Omega Pharma-Lotto |    | 2 min 06 s      |
| 5   | Pierre Cazaux     | France    | FDJ                |    | 2 min 10 s      |
| 6   | Olivier Kaisen    | Belgique  | Omega Pharma-Lotto |    | 2 min 12 s      |
| 7   | Ezequiel Mosquera | Espagne   | Xacobeo Galicia    |    | 2 min 15 s      |
| 8   | Vincenzo Nibali   | Italie    | Liquigas-Doimo     |    | 2 min 26 s      |
| 9   | Peter Velits      | Slovaquie | HTC-Columbia       |    | 2 min 26 s      |
| 10  | Joaquim Rodríguez | Espagne   | Katusha            |    | 2 min 26 s      |

## Classement général
|    | Coureur           | Pays       | Équipe             |    | Temps            |
| -- | ----------------- | ---------- | ------------------ | -- | ---------------- |
| 1  | Vincenzo Nibali   | Italie     | Liquigas-Doimo     | en | 65 h 31 min 14 s |
| 2  | Joaquim Rodríguez | Espagne    | Katusha            | +  | 4 s              |
| 3  | Ezequiel Mosquera | Espagne    | Xacobeo Galicia    |    | 39 s             |
| 4  | Peter Velits      | Slovaquie  | HTC-Columbia       |    | 2 min 29 s       |
| 5  | Xavier Tondo      | Espagne    | Cervélo TestTeam   |    | 2 min 30 s       |
| 6  | Nicolas Roche     | Irlande    | AG2R La Mondiale   |    | 2 min 43 s       |
| 7  | Fränk Schleck     | Luxembourg | Saxo Bank          |    | 2 min 48 s       |
| 8  | Thomas Danielson  | États-Unis | Garmin-Transitions |    | 3 min 48 s       |
| 9  | Carlos Sastre     | Espagne    | Cervélo TestTeam   |    | 4 min 29 s       |
| 10 | Vladimir Karpets  | Russie     | Katusha            |    | 5 min 27 s       |

## Abandons
- Óscar Freire (Rabobank) : non-partant
- José Luis Arrieta (AG2R La Mondiale)
- Beñat Intxausti (Euskaltel-Euskadi)
- Arthur Vichot (FDJ)
- Jelle Vanendert (Omega Pharma-Lotto)